# Rue Michel-Ange
Pour les articles homonymes, voir Rue Michel-Ange (Toulouse) et Michel-Ange (homonymie).
Ne doit pas être confondu avec Hameau Michel-Ange ou Villa Michel-Ange.
La rue Michel-Ange est une voie située dans le quartier d'Auteuil du 16e arrondissement de Paris.

## Situation et accès
La rue Michel-Ange est une voie située dans le 16e arrondissement de Paris. Elle débute au 53, rue d'Auteuil et se termine 8 place de la Porte-de-Saint-Cloud.

La rue à proximité de la rue Claude-Lorrain
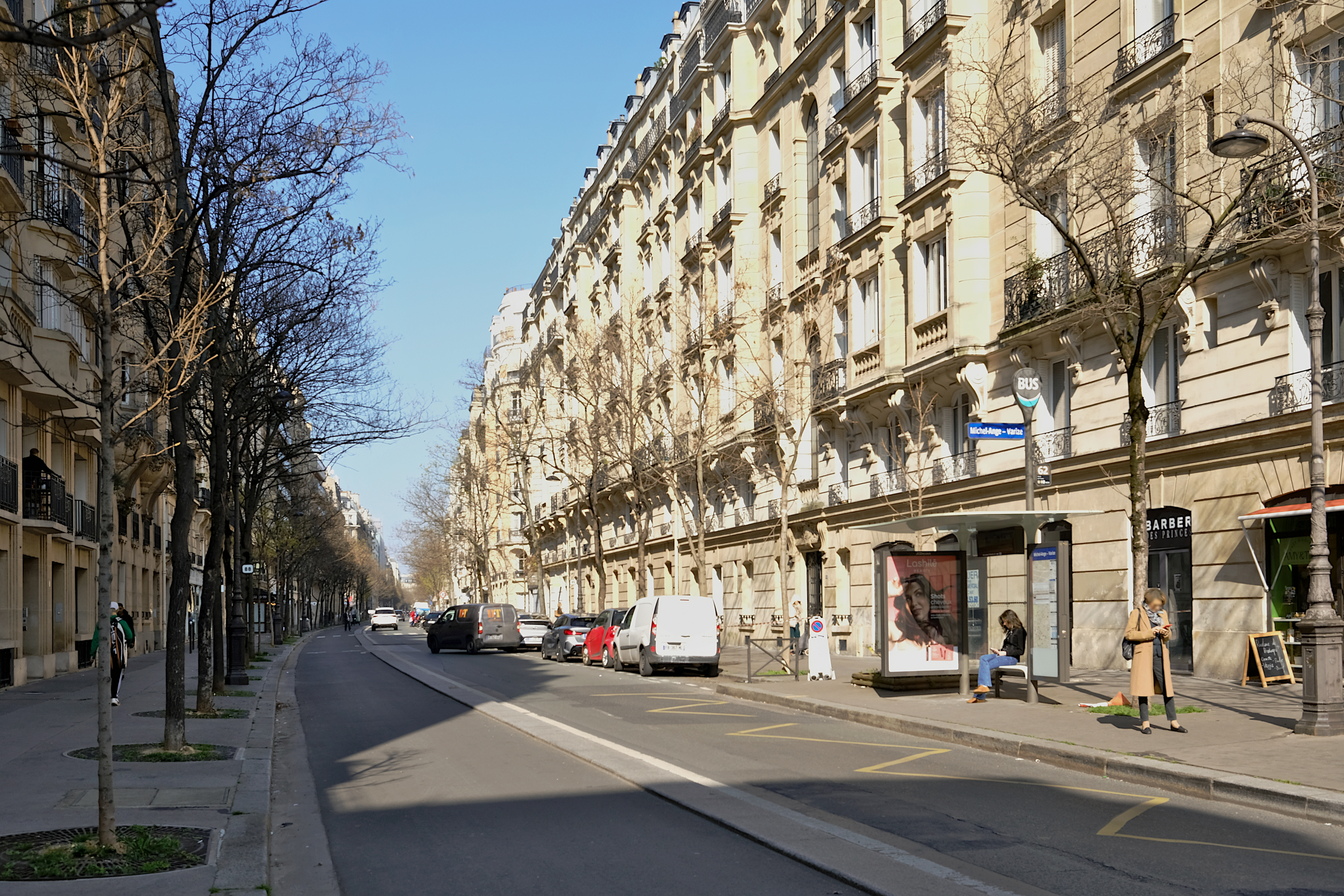
Vers le boulevard Exelmans.
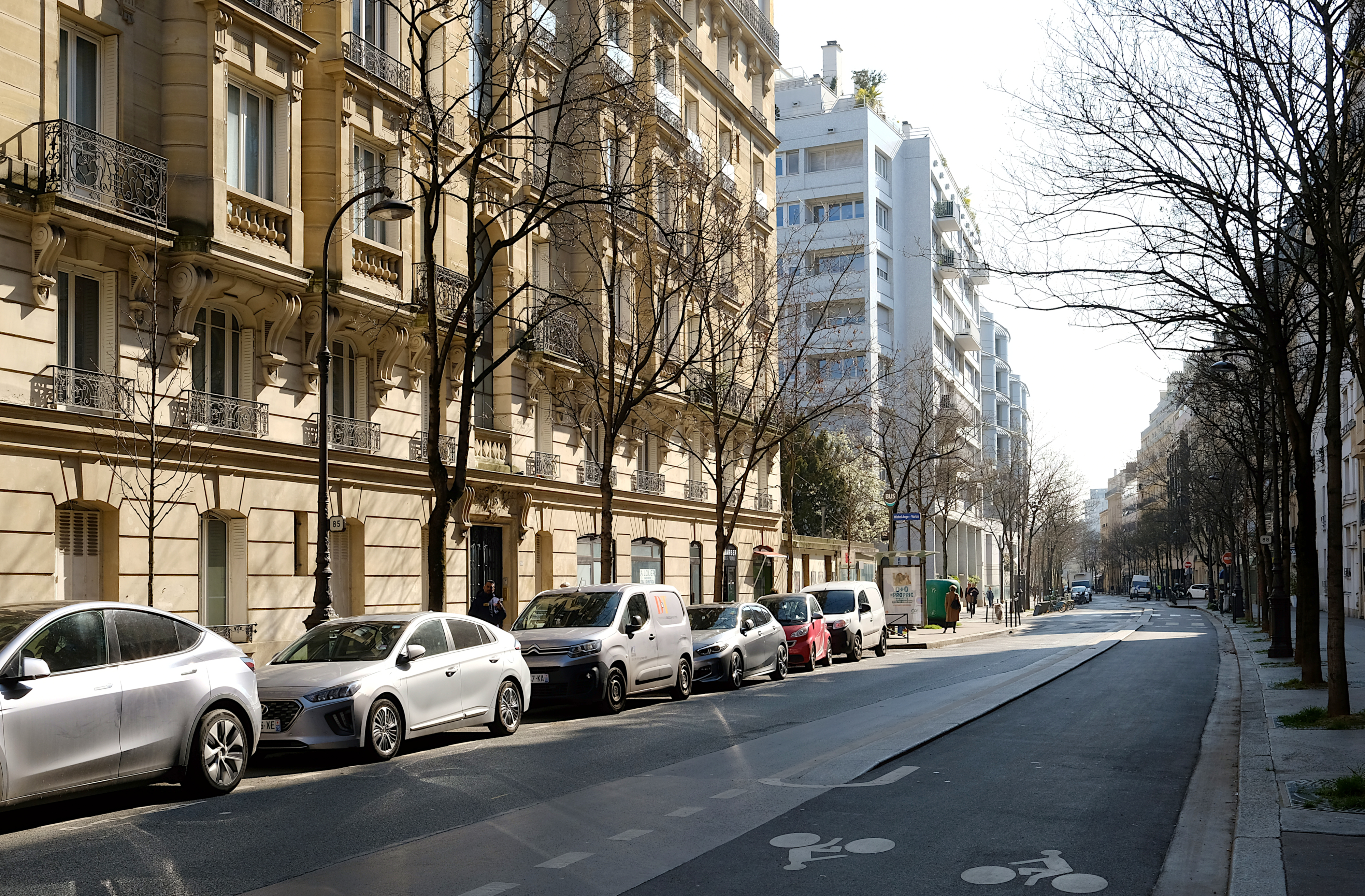
Vers la porte de Saint-Cloud.

La rue est desservie par les stations Porte de Saint-Cloud, Exelmans, Michel-Ange - Molitor, et Michel-Ange - Auteuil de la ligne 9 du métro de Paris. Les deux dernières stations sont également desservies par la ligne 10.

## Origine du nom
Elle porte le nom du sculpteur, peintre et architecte italien Michelangelo di Lodovico Buonarroti Simoni dit Michel-Ange (1475-1564).

## Historique
Cette voie, ouverte par un décret du 30 novembre 1862, prend sa dénomination actuelle par un autre décret du 2 mars 1864.

## Bâtiments remarquables et lieux de mémoire
- No 2 bis : sous-station Auteuil. Immeuble qui abrite un transformateur électrique convertissant le courant électrique pour les besoins du métro de Paris.
- No 3 : un ensemble immobilier de six bâtiments accueille l'administration du CNRS[2], le campus Gérard-Mégie (le bâtiment principal est l'hôtel de Verrières, situé aux nos 43-47, rue d'Auteuil)[1],[3].
- No 6 : l'officier militaire Joseph Joffre y vit entre 1909 et 1919 ; une plaque commémorative lui rend hommage[1].
- No 6 bis : ancien siège de l'École normale israélite orientale et bibliothèque de l'Alliance israélite universelle[4]. Dans un bâtiment réaménagé, le site accueille depuis l'école élémentaire Alliance-Gustave-Leven[5].
- No 8 : la famille de l'écrivain Michel Leiris (1901-1990) s'y installe à partir de 1904.
- No 12 : collège et lycée privé catholique Notre-Dame-des-Oiseaux. Il est membre de la fondation Pierre Fourier – Alix Le Clerc (chanoinesses de Saint-Augustin de la congrégation Notre-Dame)[4]. L'ensemble scolaire dispose aussi d'une école primaire, située dans le même quartier, 21 rue Erlanger[6],[7].
- No 19 : le cycliste André Leducq y vécut ; une plaque lui rend hommage.
- No 23 : le sociologue Georges Sorel y a habité quelques années jusqu'en 1895.
- Nos 25-27 : l'historien de Paris Jacques Hillairet mentionne dans les années 1960 la présence de deux hôtels particuliers de style néo-Renaissance érigés en 1880. Le no 25 a disparu, remplacé par un immeuble moderne, mais le no 27 existe toujours. L'historien notait par ailleurs la présence du couvent des religieuses Marie-Réparatrice au no 27[1], désormais aux nos 29-33, dans un ensemble de bâtiments plus récent.
- No 28 : le journaliste et économiste russe Dimitri Navachine y a logé.
- Nos 29-33 : couvent Marie-Réparatrice. Dans les années 1970, Jacques Hillairet situait au no 31 une église russe, catholique, de la Sainte-Trinité[4].
- No 38, à l'angle de la rue Molitor : immeuble construit en 1968-1969 par l'architecte Jean Ginsberg.
- No 51 : école élémentaire publique d'application.
- No 65 : Jacques Hillairet mentionne dans les années 1960 la présence de l'église orthodoxe française de l'Apparition-de-la-Sainte-Vierge[1]. De nos jours un immeuble moderne.
- No 77 bis : maison natale, en 1903, de Pierre Brossolette[8] ; une plaque lui rend hommage[4].
- No 82 : l'écrivain Lucien Descaves y meurt en 1949[4].
- No 95 : hôpital Henry-Dunant. Un premier hôpital est construit en 1895 par Degeorge, relevant de l'Association des dames françaises[1]. Le bâtiment d'origine a laissé place à un ensemble hospitalier moderne appartenant à la Croix-Rouge française.
L'ancienne résistante Marguerite Moret y meurt en 1974[9].
- No 98 : siège du parti Europe Démocratie Espéranto France depuis 2005[10],[11]
- No 112 : après la mort de sa mère en 1967, la chanteuse Barbara s'y installe. Elle y compose L'Aigle noir[12].
- No 114 bis : siège du Rassemblement national depuis 2021[13],[14].

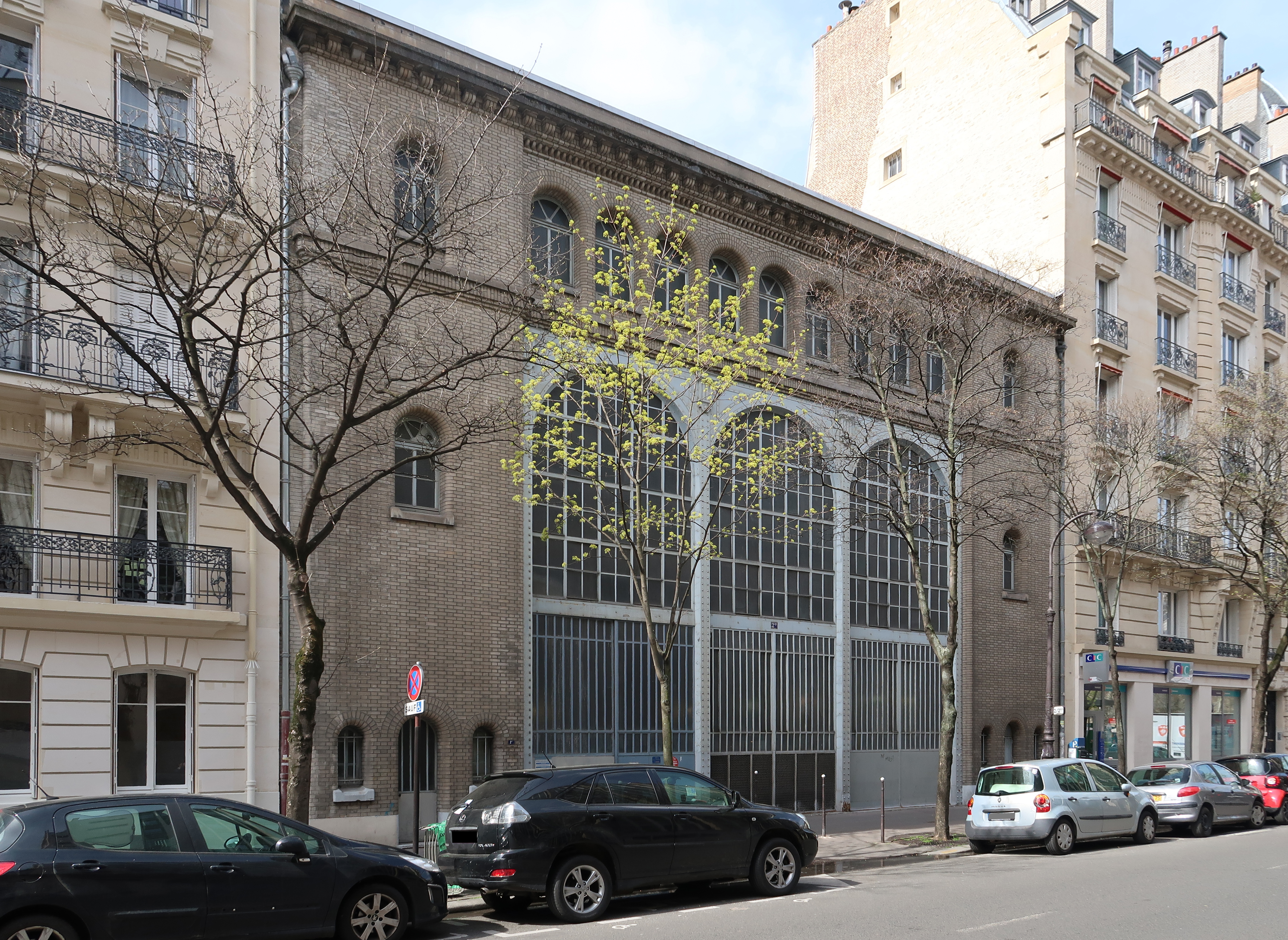
Sous-station Auteuil au no 2 bis.
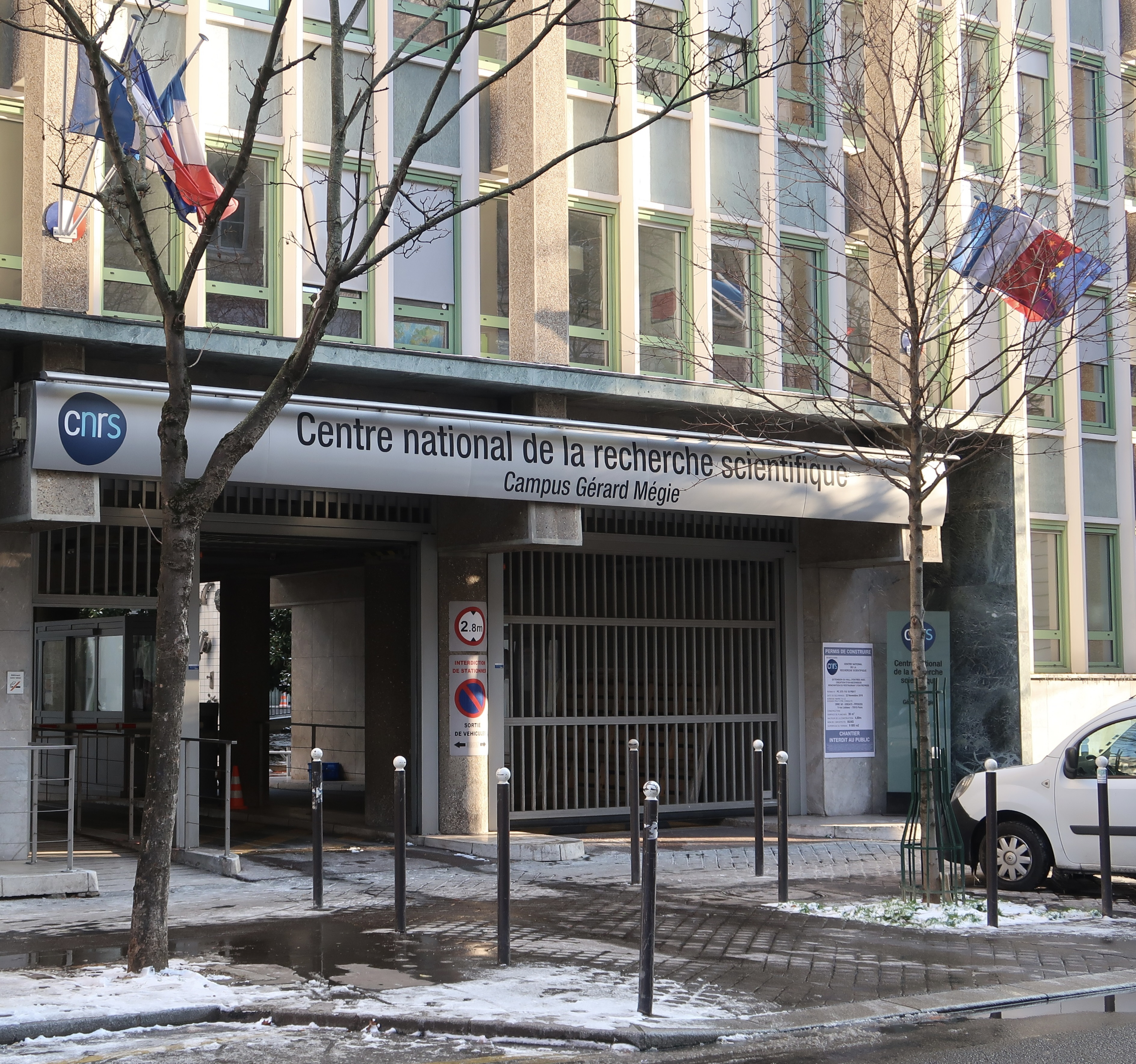
CNRS au no 3.
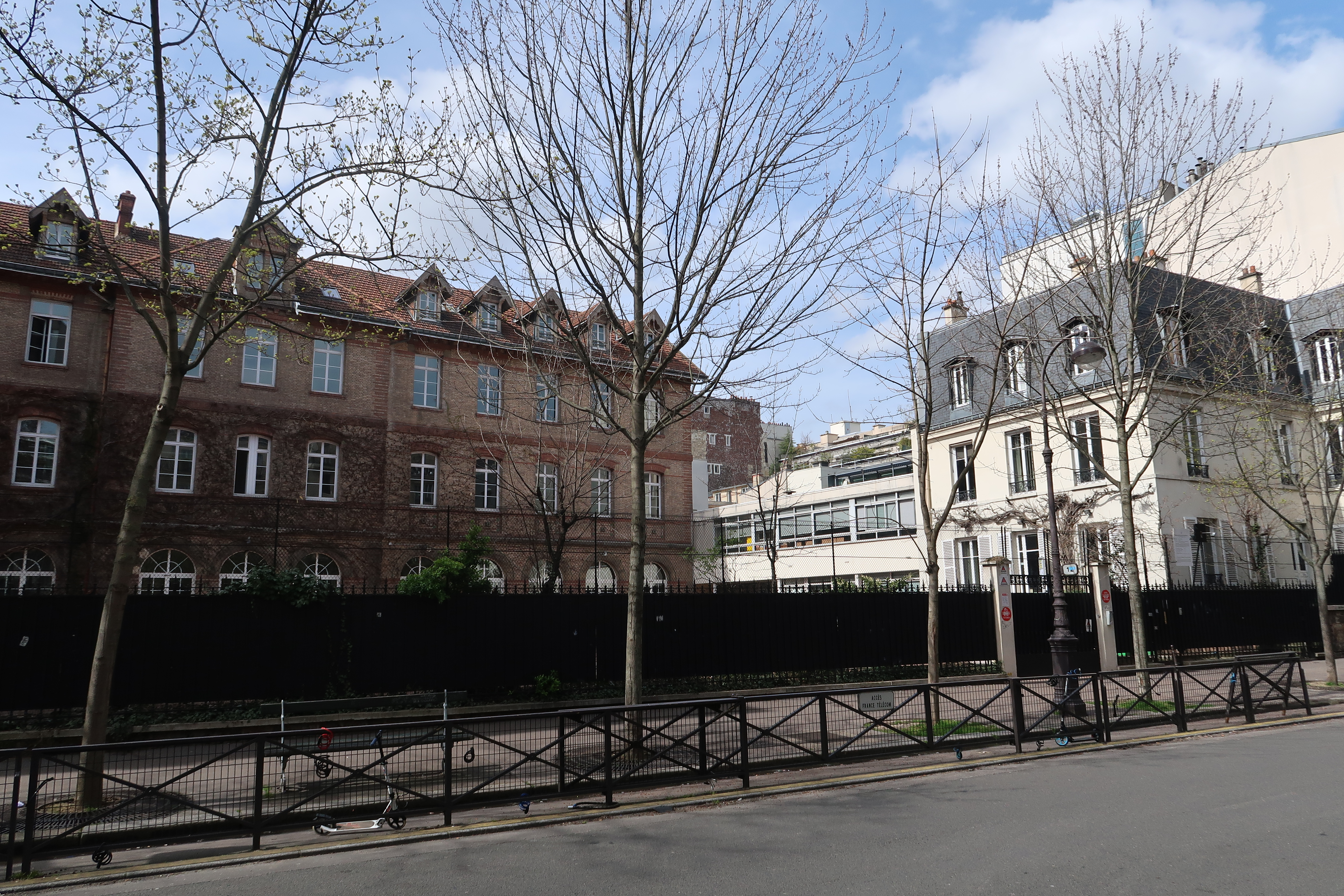
Lycée Notre-Dame-des-Oiseaux au no 12.
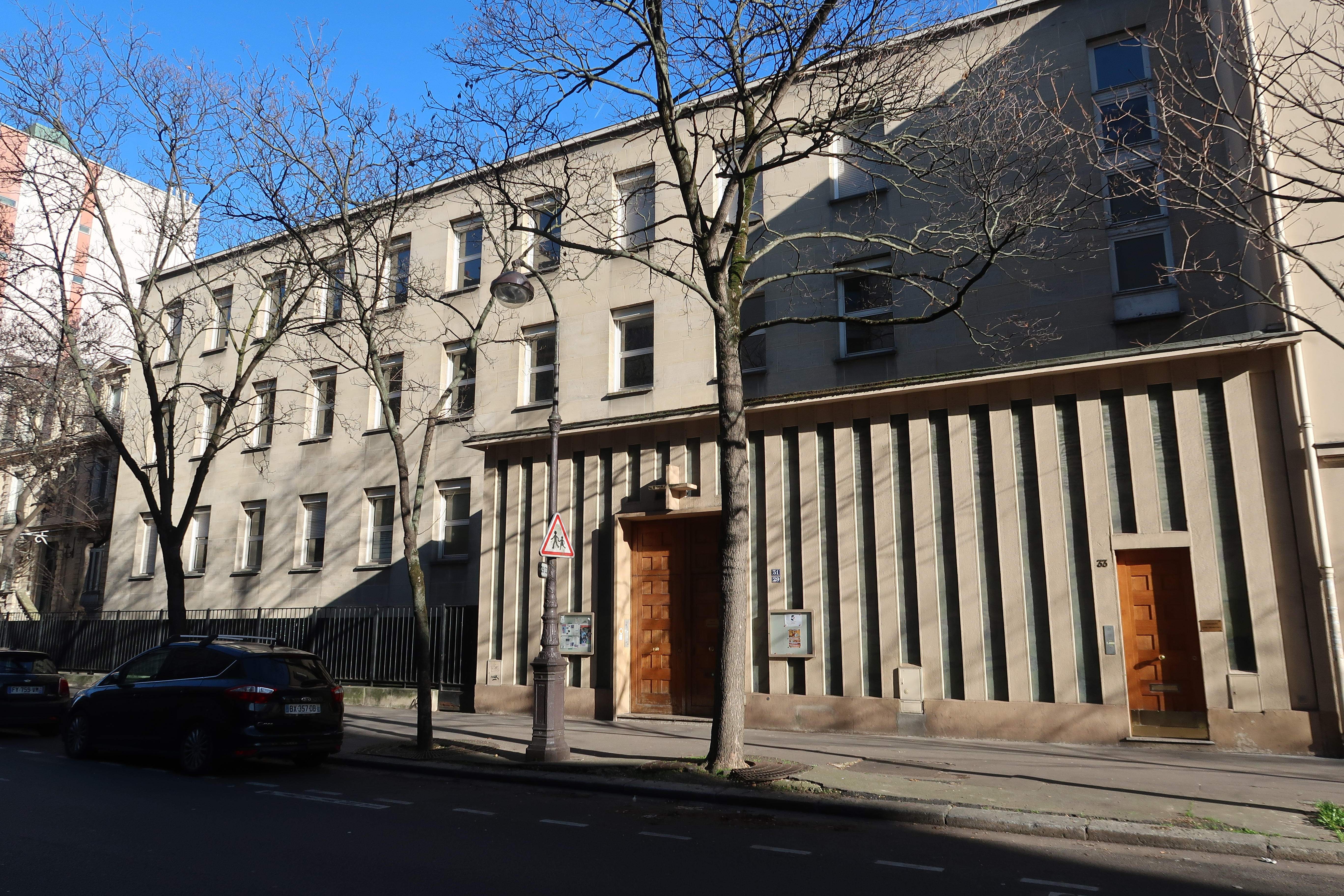
Couvent au no 33.
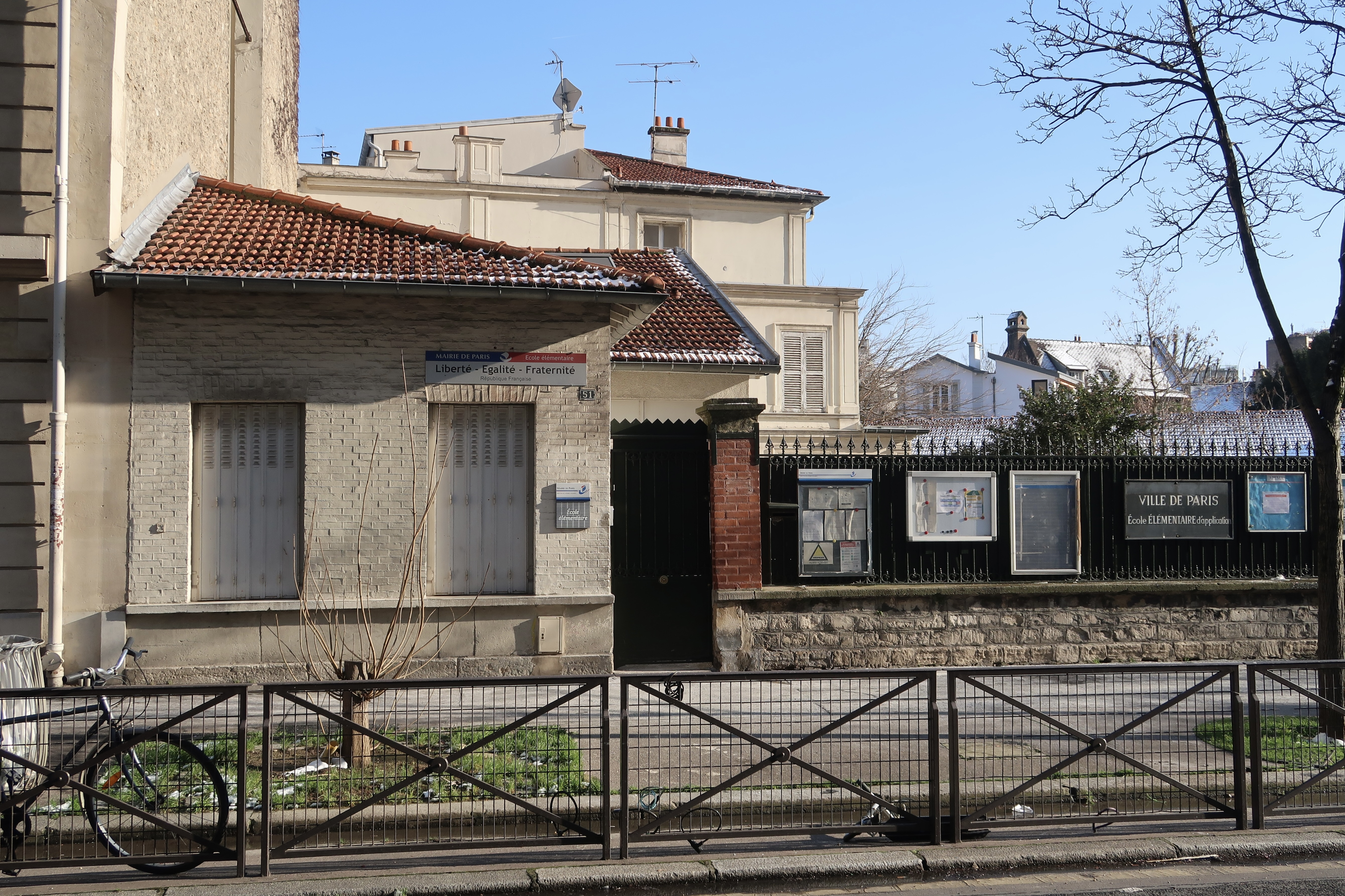
No 51.
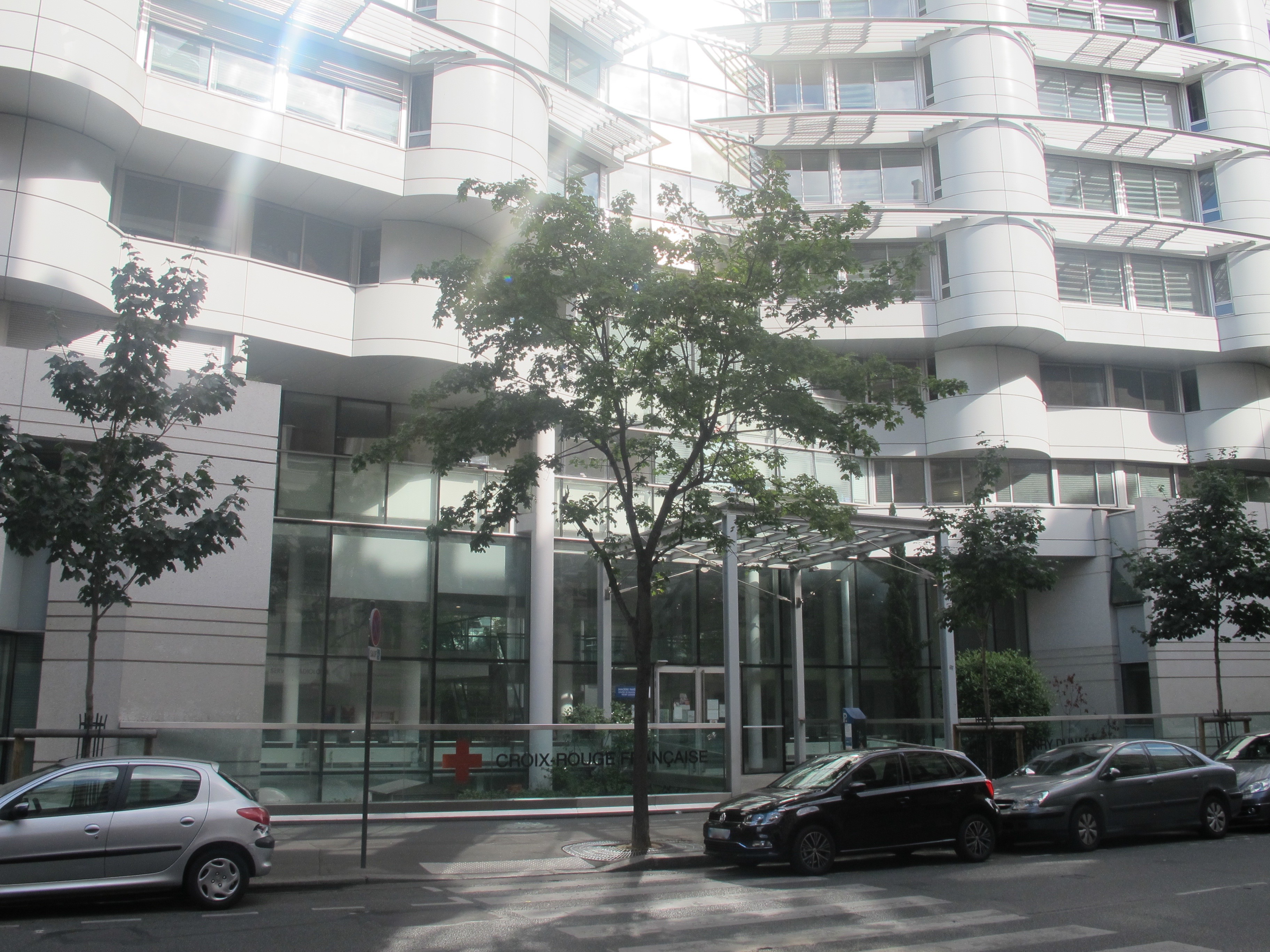
No 95.
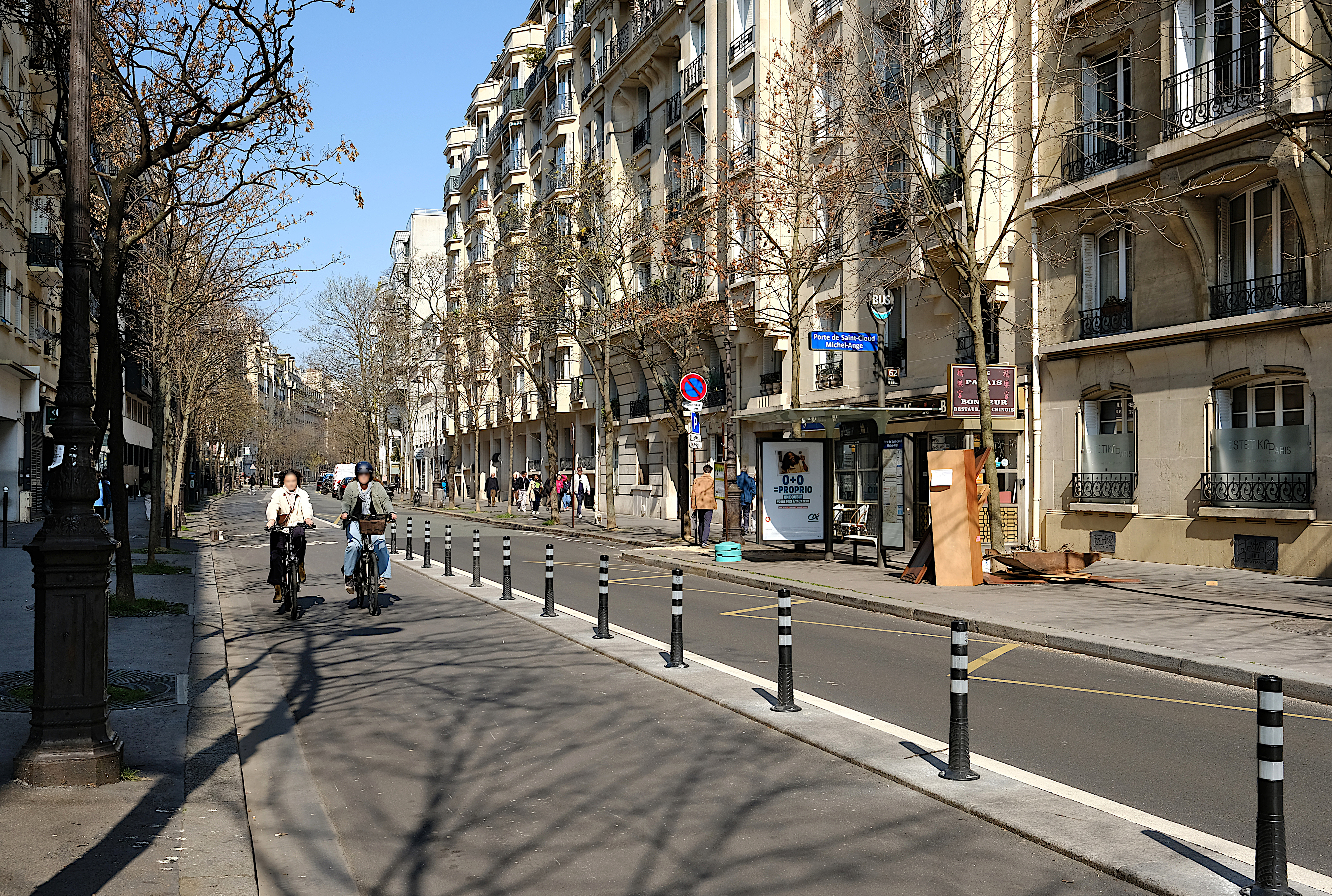
Nos 131 et 133, à proximité de la place de la Porte-de-Saint-Cloud.

Plaques
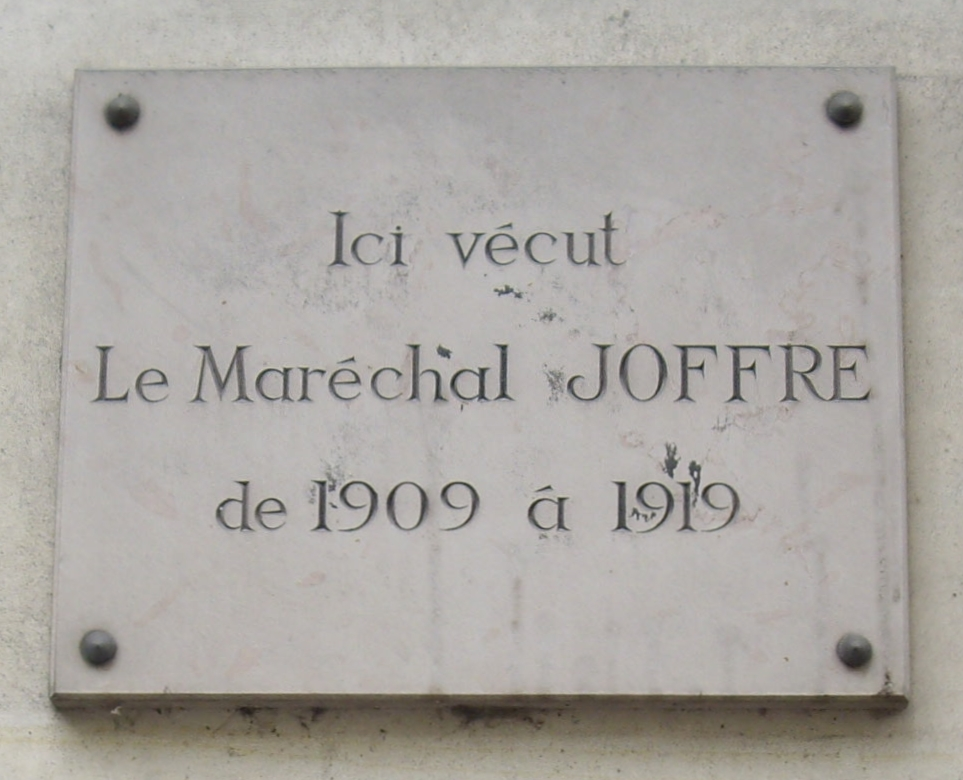
Plaque au no 6.
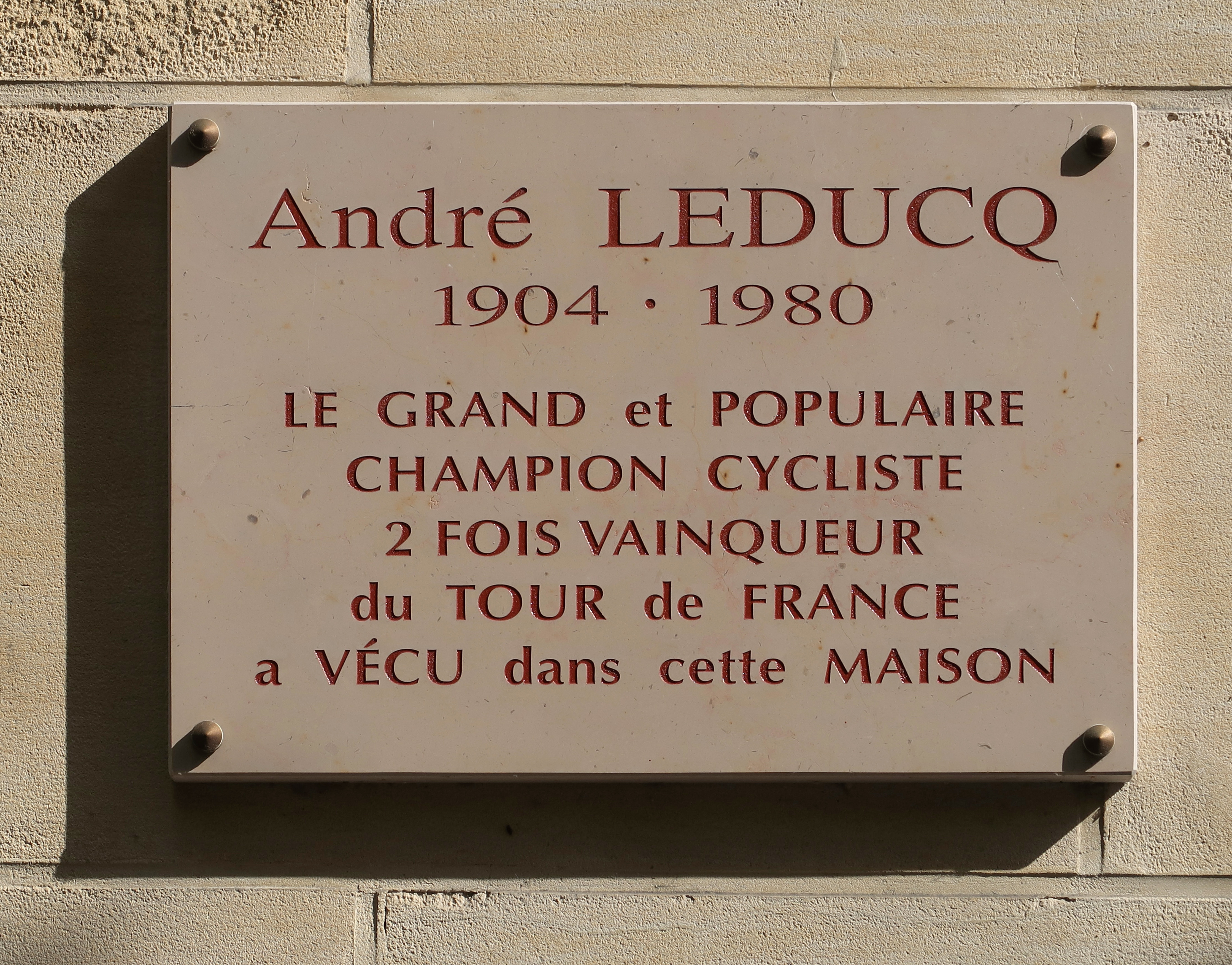
Plaque au no 19.
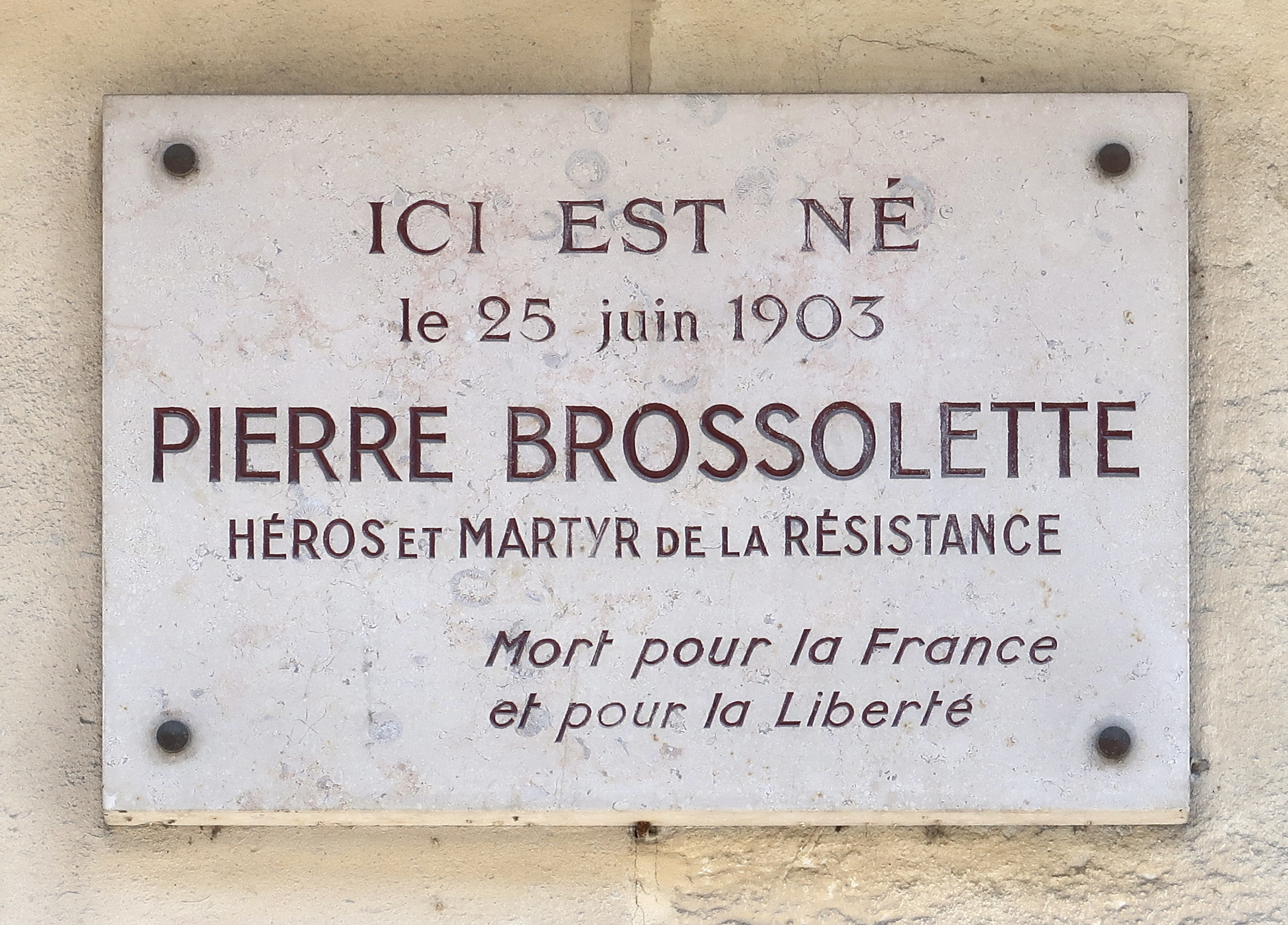
Plaque au no 77 bis.